# Columbia-Ziesel
Der Columbia-Ziesel (Urocitellus columbianus, Syn.: Spermophilus columbianus) ist eine Hörnchenart aus der Gattung Urocitellus. Er kommt vom Westen Kanadas bis in den Nordwesten der Vereinigten Staaten vor. Die Tiere leben in Kolonien in Wiesen, Weiden und offenen Baumbeständen und sind sehr sozial, aufgrund ihres häufigen Vorkommens werden sie als nicht gefährdet eingestuft und regional als Weideschädlinge betrachtet.

## Merkmale
Der Columbia-Ziesel erreicht eine Kopf-Rumpf-Länge von etwa 26 cm, der Schwanz wird etwa 9 cm lang und ist damit deutlich kürzer als der restliche Körper. Das Gewicht liegt bei etwa 440 bis 580 Gramm. Das Fell der Tiere ist sehr dicht, sie haben eine kräftige zimt- bis sandfarbene bis graue Rückenfärbung, der Bauch ist heller gelb- bis rotbraun. Der Schwanz ist oberseits dunkel und an der Unterseite deutlich heller. Der Nacken ist hellgrau und um die Augen befindet sich ein sandfarbener Augenring.

## Verbreitung

Verbreitungsgebiet des Columbia-Ziesels

Der Columbia-Ziesel kommt vom Westen Kanadas bis in den Nordwesten der Vereinigten Staaten vor. In Kanada ist er im Südosten von British Columbia sowie im angrenzenden Südwesten von Alberta anzutreffen. Von dort reicht das Verbreitungsgebiet nach Süden über den Osten von Washington, den Nordosten von Oregon, den größten Teil des nördlichen und zentralen Idaho und das westliche Montana.

## Lebensweise

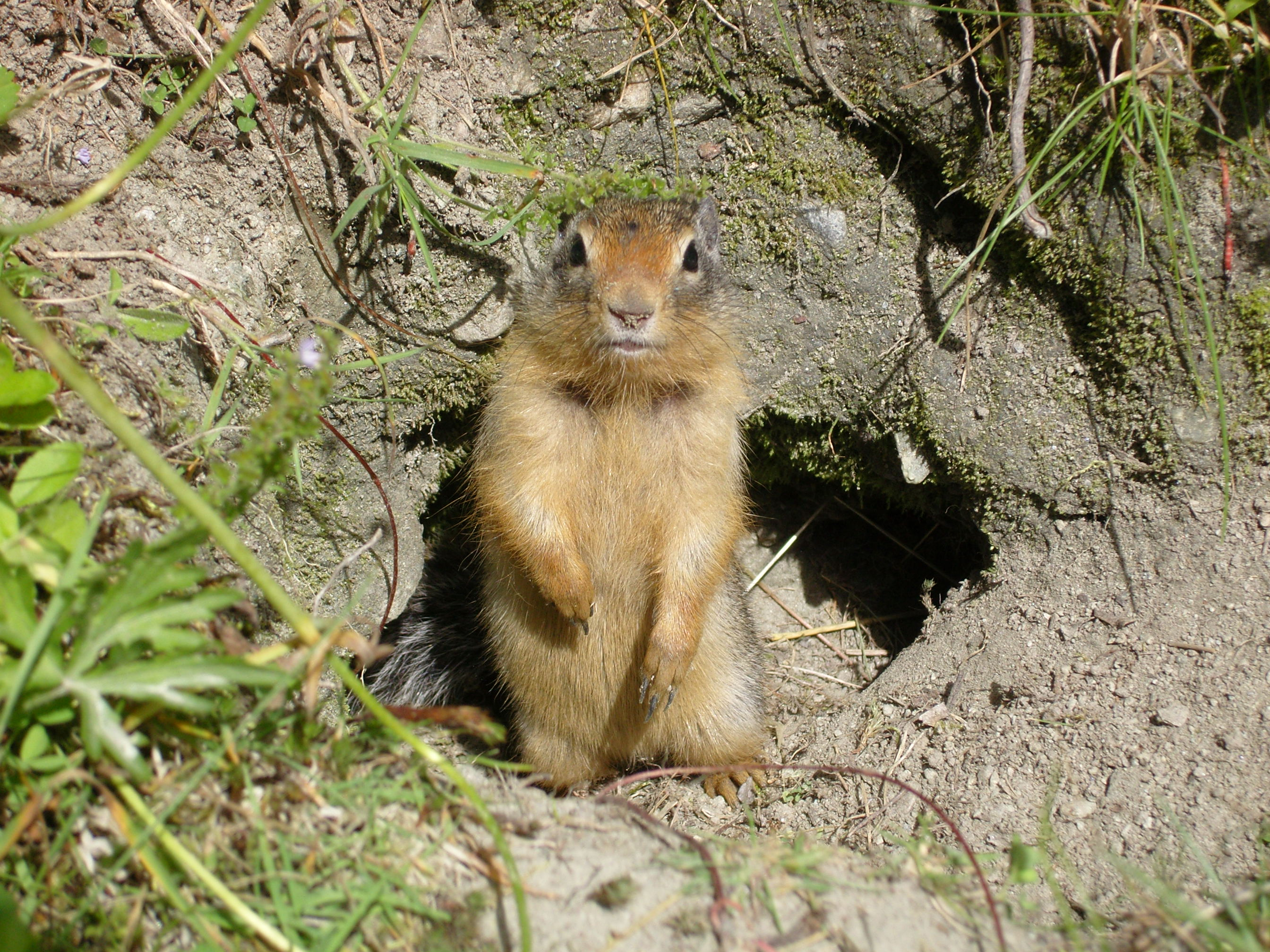
Columbia-Ziesel am Eingang zum Bau

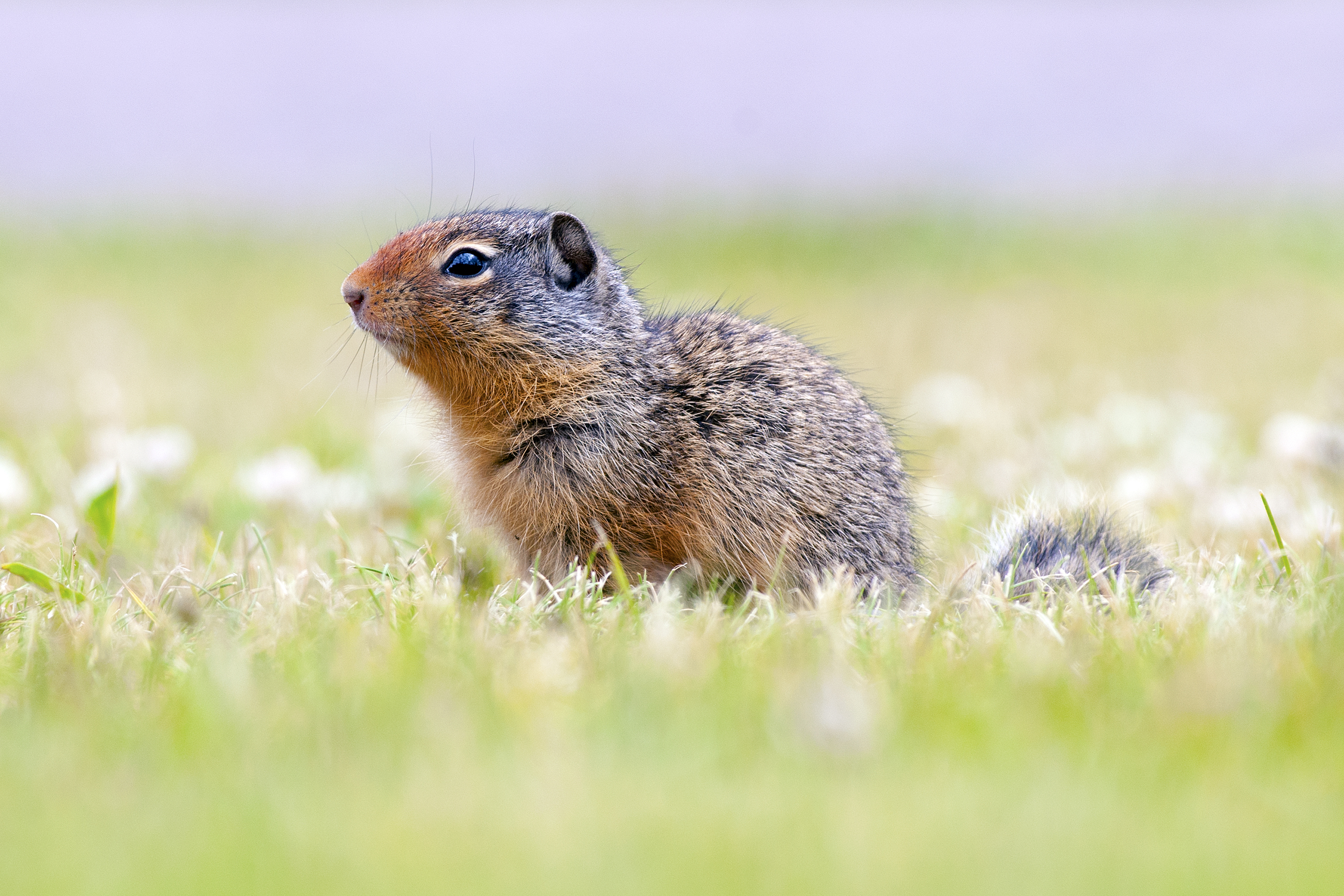
Columbia-Ziesel im Glacier-Nationalpark

Der Columbia-Ziesel ist tagaktiv und lebt vor allem in offenen Flächen, hauptsächlich in Wiesen und Weiden der mittleren Höhenlagen, teilweise auch in Flächen mit offenem Baumbestand. Die Art kommt zudem häufig in Feuchtwiesen vor, die auch gelegentlich überschwemmt werden können, sowie in landwirtschaftlich genutzten Flächen und Weiden.
Der Columbia-Ziesel ist primär herbivor und die Nahrung besteht wie bei anderen Erdhörnchen vor allem aus verschiedenen Pflanzenteilen wie Gräsern, Blättern, Blüten und Früchten sowie Samen der vorkommenden Pflanzen. Hinzu kommen geringe Mengen tierliche Nahrung, überwiegend Insekten, kleine Nagetiere und tote Fische. Um an Pflanzenmaterial in Gebüschen und Bäumen zu kommen, können die Tiere auch klettern. Die Tiere überwintern in einem Winterschlaf, der in der Regel etwa 8,5 Monate andauert, abhängig von der Temperatur erwachen die Tiere während dieser Zeit. Der Zeitpunkt des Erwachens und der darauf folgenden Paarung ist abhängig von der Höhenlage und der Außentemperatur und entsprechend regional unterschiedlich. Die Bestandszahlen der Art reichen von durchschnittlich 16,2 Individuen pro Hektar in natürlichen Lebensräumen im Nordwesten von Alberta bis zu 61,7 Individuen pro Hektar in landwirtschaftlich genutzten Gebieten in Washington, die Dichte der Jungtiere beträgt 4,6 bis 20,7 Individuen pro Hektar.
Die Tiere leben wie andere Erdhörnchen am Boden und in komplexen unterirdischen Bauen. Dabei besitzen die Baue, die zur Jungenaufzucht und zum Winterschlaf genutzt werden, in der Regel mehrere Kammern und Eingänge und dringen bis in Tiefen von etwa einem Meter in den Boden. Zudem graben die Tiere kurze und flache Fluchtbaue. Der Columbia-Ziesel lebt in Kolonien, die aus einem erwachsenen Männchen und mehreren Weibchen mit ihren jeweiligen Jungtieren bestehen. Er ist sehr sozial und innerhalb des sozialen Gefüges gibt es sehr starke Bindungen zwischen den einzelnen Tieren. Die Territorien der männlichen Tiere umfassen durchschnittlich 4200 m2, die der Weibchen nur 1000 m2. Dabei überlappen sich die Territorien der Männchen untereinander, wobei die männlichen Tiere vor allem die Kernbereiche und die Areale fortpflanzungsfähiger Weibchen gegenüber anderen Männchen verteidigen. Die Aggressivität ist besonders in der Fortpflanzungszeit hoch und nimmt danach deutlich ab. Weibchen sind ebenfalls territorial und beschützen ihre Nachkommen bis zum Verlassen der Baue. Vor allem die Weibchen bleiben häufig in der Nähe ihrer Geburtsbauten, wodurch ein hoher Verwandtschaftsgrad besteht und auch die Inzuchtrate mit den jeweiligen Vätern erhöht wird. Infantizid durch andere Tiere der Kolonie wurde dokumentiert, wobei nach einer Studie in einem Zeitraum von zwei Jahren 7,6 Prozent aller Jungtiere in 12,5 Prozent aller Würfe von Artgenossen, in der Regel keine nahen Verwandten, getötet wurden. Da der Wechsel der Tiere von einer Kolonie in eine benachbarte häufig vorkommt, kommt es entsprechend auch zu höherer Aggressivität, die sich auch gegen den Nachwuchs anderer Männchen und Weibchen der Kolonie richtet, wobei vor allem männliche Nachkommen betroffen sind. Die Ausbreitung der Tiere nach dem Verlassen der eigenen Kolonie ist in der Regel moderat und liegt im Durchschnitt bei einem Abstand von 4 Kilometer, maximal 8,5 Kilometer vom Ursprungsbau. Neue Kolonien werden selten angelegt, die Wahrscheinlichkeit für das Entstehen einer neuen Kolonie wächst mit dem Abstand bestehender Baue. Insgesamt ist die genetische Distanz von Tieren einer Population sehr gering, der Grad der Verwandtschaft innerhalb größerer Regionen ist also sehr hoch. Untereinander pflegen die Tiere teilweise engen Körperkontakt, sie begrüßen sich und spielen miteinander. Die Kommunikation erfolgt über eine breitere Palette von Lauten als bei verwandten Arten. Wie andere Ziesel stoßen die Tiere bei Gefahr spezifische Alarmrufe aus, in denen sie auch die Art der Gefahr ausdrücken können. Hinzu kommen spezifische Laute für die Paarung, die vom jeweiligen Partner beantwortet werden.
Die Paarungszeit beginnt wenige Tage nach dem Aufwachen der Weibchen im Frühjahr. Die Männchen sind bereits beim Aufwachen reproduktionsfähig. Weibchen, die in den folgenden etwa 21 Tagen nicht begattet wurden oder nach diesem Zeitraum nicht tragend sind, bekommen einen weiteren Eisprung und verpaaren sich entsprechend erneut. Die Jungtiere werden nach einer Tragzeit von etwa 24 Tagen im unterirdischen Nest geboren. Der Wurf besteht aus zwei bis maximal sieben, in der Regel jedoch zwischen zwei und fünf, Jungtieren. In höheren Lagen und nördlicheren Regionen nimmt die Anzahl der Jungtiere ab. Die Jungtiere haben bei der Geburt ein Gewicht von 6,8 bis 11,4 Gramm und sind haarlos. Bis zum ersten Winterschlaf erreichen sie etwa 60 Prozent des Gewichts der ausgewachsenen Tiere, das volle Gewicht erreichen sie in der Regel erst im zweiten Lebensjahr. Junge Weibchen, die im Vorjahr geboren wurden, bekommen ihren ersten Wurf abhängig von ihrem Gewicht nach dem Erwachen und den Witterungsbedingungen allerdings häufig erst im zweiten Lebensjahr.
Die Mortalität der Tiere kann regional und in Jahren mit starkem Frost und Schneefall sehr hoch sein, wobei die Jungtiere in der Regel eine geringere Sterberate haben als ausgewachsene Tiere, ansonsten jedoch die Überlebenswahrscheinlichkeit mit dem Gewicht steigt. Eine Korrelation besteht allerdings vor allem mit der Überlebensdauer der Muttertiere nach der Entwöhnung, zudem sinkt die Überlebensrate nach wärmeren Sommern und bei hohen Bestandsdichten der Tiere und geringerer Nahrungsverfügbarkeit. Durch Zufütterversuche konnten sowohl die Lebensdauer wie auch die Anzahl der Jungtiere signifikant erhöht werden, wobei vor allem die Verdaulichkeit und damit die Verfügbarkeit der Nahrung und weniger die reine Menge eine Rolle spielte. Unter den ausgewachsenen Männchen ist die Sterberate besonders hoch während der Paarungszeit und Weibchen sterben eher, wenn sie Jungtiere aufziehen, als wenn sie ihren Wurf verlieren. Als Fressfeinde sind verschiedene Raubtiere und Greifvögel dokumentiert, hinzu kommen Schlangen wie die Westliche Klapperschlange (Crotalus viridis) und die Kiefernnatter (Pituophis melanoleucus). Unter den Parasiten sind Ektoparasiten wie verschiedene Flöhe, Tierläuse, Milben und eine Zeckenart dokumentiert, hinzu kommen Endoparasiten wie verschiedene Eimeria-Arten und eine Trypanosoma-Art. Der Einfluss der Parasiten auf die Tiere konnte experimentell durch Entfernen der Ektoparasiten nachgewiesen werden; entsprechend behandelte Weibchen waren in besserer physischer Verfassung bei der Jungenaufzucht und hatten durchschnittlich mehr Jungtiere als parasitenbefallene Weibchen. Die Art ist zudem potenzieller Träger von Erregern der Pest (Yersinia pestis) und des Rocky-Mountain-Fleckfieber.

## Systematik

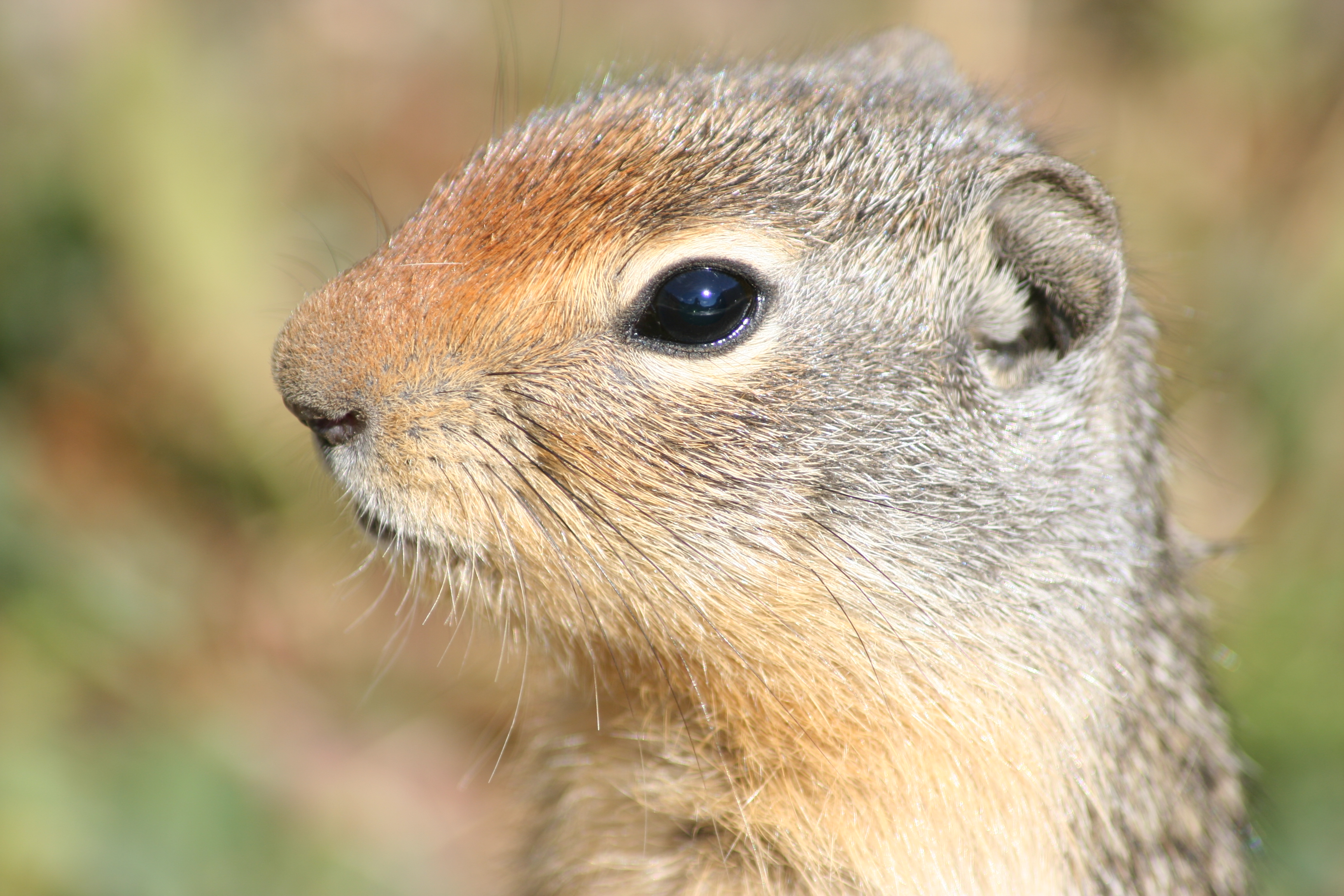
Porträt des Columbia-Ziesels

Der Columbia-Ziesel wird als eigenständige Art innerhalb der Gattung Urocitellus eingeordnet, die aus zwölf Arten besteht. Die Art wurde lange als Teil der Ziesel und darin innerhalb der Untergattung Spermophilus eingeordnet. Nach einer umfassenden molekularbiologischen Untersuchung wurde der Columbia-Ziesel jedoch gemeinsam mit mehreren weiteren Arten der nun eigenständigen Gattung Urocitellus zugeordnet. Die wissenschaftliche Erstbeschreibung stammt von dem amerikanischen Zoologen George Ord aus dem Jahr 1815. Er erstellte sie anhand von Individuen aus der Region zwischen den Gabelungen des Clearwater River und des Kooskooskie River im Idaho County, Idaho, und beschrieb darin den Columbia-Ziesel unter der Bezeichnung Spermophilus columbianus.
Innerhalb der Art werden gemeinsam mit der Nominatform zwei Unterarten unterschieden:
- Urocitellus columbianus columbianus: Nominatform, kommt im größten Teil des Verbreitungsgebietes mit Ausnahme des nordöstlichen Oregon vor.
- Urocitellus columbianus ruficaudus: Diese Unterart lebt im nordöstlichen Oregon. Von der Nominatform unterscheidet sie sich durch eine mehr lohgelbe Kehle und Gesicht, dunklere Beine und Füße und einen breiteren Schädel.

## Status, Bedrohung und Schutz

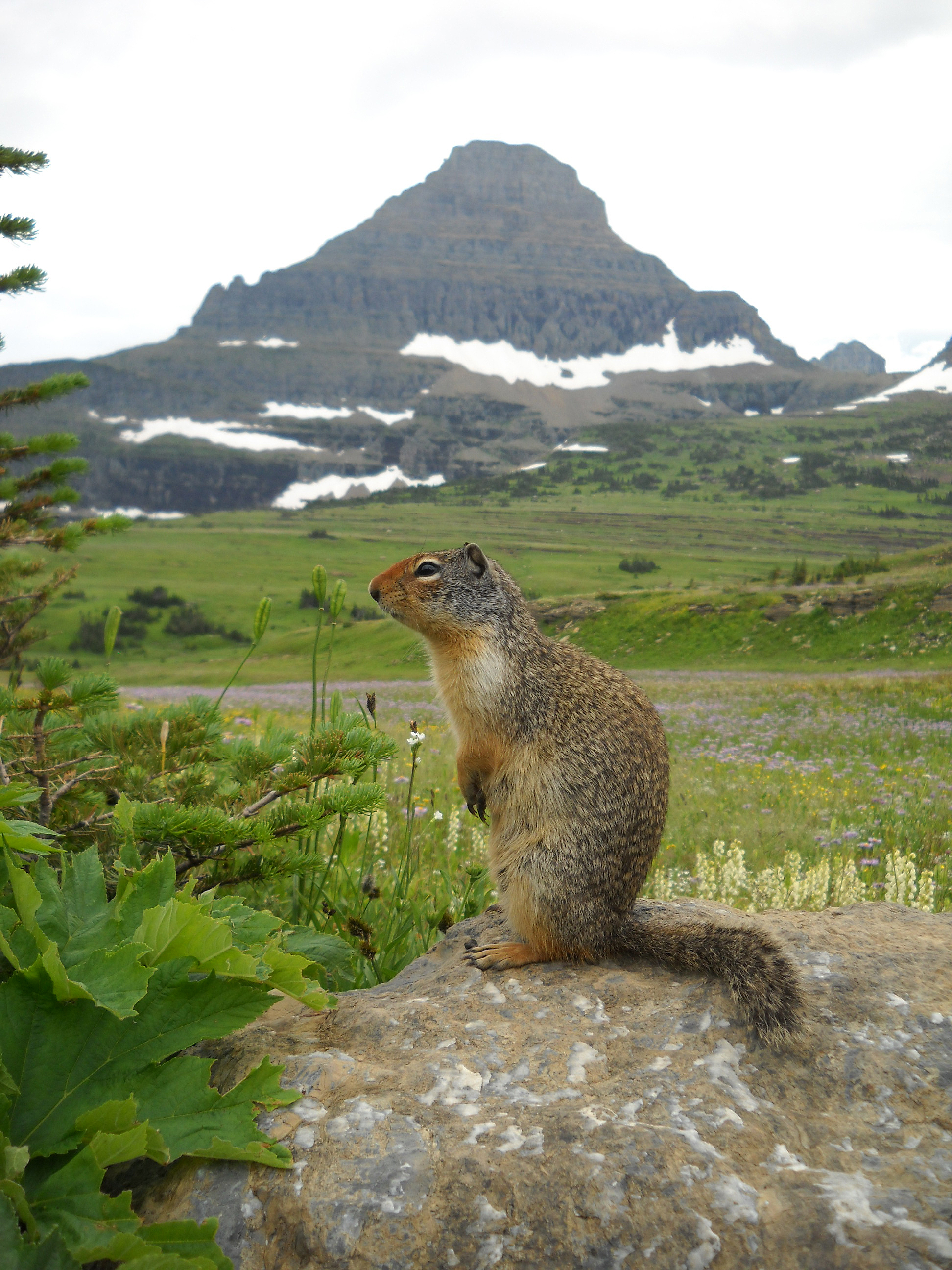
Columbia-Ziesel am Logan Pass im Glacier-Nationalpark vor dem Mount Reynolds

Der Columbia-Ziesel wird von der International Union for Conservation of Nature and Natural Resources (IUCN) als nicht gefährdet (Least Concern, LC) eingeordnet. Begründet wird dies durch das vergleichsweise große Verbreitungsgebiet, das angenommene häufige Vorkommen und das Fehlen von bestandsgefährdenden Risiken. Potenzielle Gefährdungen sind nicht bekannt, regional wird er als Schädling betrachtet.

## Belege
1. 1 2 3 4 5 6 7 8 9 10 11 12 13  Richard W. Thorington Jr., John L. Koprowski, Michael A. Steele: Squirrels of the World. Johns Hopkins University Press, Baltimore MD 2012, ISBN 978-1-4214-0469-1, S. 355–357.
2. 1 2 3 4 5 6  Urocitellus columbianus in der Roten Liste gefährdeter Arten der IUCN 2016.1. Eingestellt von: A.V. Linzey, NatureServe (G. Hammerson), 2008. Abgerufen am 29. August 2016.
3. ↑  Matthew D. Herron, Todd A. Castoe, Christopher L. Parkinson: Sciurid phylogeny and the paraphyly of holarctic ground squirrels (Spermophilus). Molecular Phylogenetics and Evolution 31, 2004; S. 1015–1030. (Volltext (Memento vom 17. April 2015 im Internet Archive), PMID 15120398)
4. ↑  Kristofer M. Helgen, F. Russell Cole, Lauren E. Helgen, Don E. Wilson: Generic Revision in the holarctic ground squirrels genus Spermophilus. Journal of Mammalogy 90 (2), 2009; S. 270–305. doi:10.1644/07-MAMM-A-309.1
5. ↑  Charles L. Elliott, Jerran T. Flinders: Spermophilus columbianus. Mammalian Species 372, 1991; S. 1–9. ( Volltext (Memento vom 20. Februar 2015 im Internet Archive))
6. 1 2  Spermophilus columbianus. In: Don E. Wilson, DeeAnn M. Reeder (Hrsg.): Mammal Species of the World. A taxonomic and geographic Reference. 2 Bände. 3. Auflage. Johns Hopkins University Press, Baltimore MD 2005, ISBN 0-8018-8221-4.